# Forschungsinitiative Electromobility+

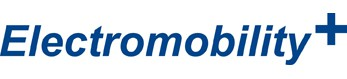
Logo der Forschungsinitiative Electromobility+

Die Forschungsinitiative Electromobility+ ist ein gemeinsames Förderprogramm zur Elektromobilität, an dem sich von 2010 bis 2015 Regierungsorganisationen aus 11 europäischen Ländern und Regionen beteiligt haben. Die Europäische Kommission hat diese Initiative mit Mitteln des 7. Forschungsrahmenprogramms finanziell unterstützt. Electromobility+ zielte auf die Schaffung nachhaltiger Rahmenbedingungen für die Entwicklung der Elektromobilität in Europa bis 2025. Sie war ein Beitrag zur europäischen Green Cars Initiative der Europäischen Kommission.

## Entstehung und Entwicklung
Vor dem Hintergrund der Diskussion zum Klimaschutz und der Schaffung von Alternativen zur Verwendung fossiler Brennstoffe im Verkehrssektor wurden in den vergangenen Jahren weltweit Programme zur Förderung alternativer Antriebe für den Straßenverkehr aufgelegt. In diesem Zusammenhang haben die Europäische Kommission und Regierungsorganisationen aus 11 Ländern und Regionen Europas 2010 die gemeinsame Förderinitiative Electromobility+ initiiert.
Im Mittelpunkt der Kooperation stand ein im Dezember 2010 veröffentlichter gemeinsamer Förderaufruf für Forschungsprojekte. Der Projektaufruf deckte folgende Themenbereiche ab:
- Energie- und umweltpolitische Ansätze
- Nutzungsmuster, ökonomische Modelle, beteiligte Akteure
- Technische Rahmenbedingungen der Ladesysteme
- Prüfung, Erprobung und normative Standards
- Technologiebasierte Innovation

Ziel der Ausschreibung war die Erarbeitung anwendungsorientierter wissenschaftlicher und praktischer Erkenntnisse für Entscheidungsträger in den Bereichen Stadt- und Regionalverkehr. Die Ergebnisse der Projekte sollten auch eine Übertragbarkeit im europäischen Kontext sicherstellen.
Die insgesamt 40 eingereichten Anträge wurden in einem 2-stufigen Verfahren zunächst durch die Fördermittelgeber, im zweiten Schritt durch unabhängige internationale Gutachter im Rahmen eines Peer-Reviews evaluiert. Im Ergebnis dieses Verfahrens wurden 18 transnationale Forschungsprojekte zur Förderung ausgewählt. Insgesamt wurden Fördermitteln in Höhe von 20 Millionen Euro von den beteiligten Ländern und Regionen sowie aus ERA-NET Plus Mitteln der Europäischen Kommission aus dem 7. Forschungsrahmenprogramm der EU bereitgestellt. Bisher stellt die Electromobility+ Initiative den größten länderübergreifenden Aufruf für Forschungsprojekte im Themenfeld Verkehr dar.
Die Forschungsprojekte starteten sukzessive ab Mitte 2012 mit einer Projektlaufzeit von bis zu 36 Monaten. Erste Zwischenergebnisse der Projekte wurden im Jahr 2014 präsentiert. Die endgültigen Ergebnisse der Electromobility+ Initiative wurden während der Abschlussveranstaltung am 20. Mai 2015 in Berlin der Fachöffentlichkeit vorgestellt und diskutiert.

## Beteiligte Institutionen
An Electromobility+ beteiligten sich nationale und regionale Förderprogramme aus den 11 europäischen Ländern Belgien, Dänemark, Deutschland, Finnland, Frankreich, Italien, den Niederlanden, Norwegen, Österreich, Polen und Schweden. Aus Deutschland waren das Bundesministerium für Wirtschaft und Energie (BMWi) sowie das Bundesministerium für Verkehr und digitale Infrastruktur (BMVI) involviert. Österreichischer Partner war das Bundesministerium für Verkehr, Innovation und Technologie (BMVIT).
Folgende Organisationen waren Partner der Initiative:
| Abkürzung                        | Vollständiger Name                                                | Land        |
| -------------------------------- | ----------------------------------------------------------------- | ----------- |
| ADEME                            | Agence de l'environnement et de la maîtrise de l'énergie          | Frankreich  |
| ANR                              | Agence française de financement de la recherche                   | Frankreich  |
| BMVI                             | Bundesministerium für Verkehr und digitale Infrastruktur          | Deutschland |
| BMVIT                            | Bundesministerium für Verkehr, Innovation und Technologie         | Österreich  |
| BMWI                             | Bundesministerium für Wirtschaft und Energie                      | Deutschland |
| DKMT                             | Transportministeriet                                              | Dänemark    |
| FFG                              | Österreichische Forschungsförderungsgesellschaft mbH              | Österreich  |
| FINPIE                           | Finpiemonte S.p.A                                                 | Italien     |
| FTA                              | Liikennevirasto                                                   | Finnland    |
| IFD                              | Styrelsen for Forskning og Innovation                             | Dänemark    |
| IWT                              | Agentschap voor Innovatie door Wetenschap en Technologie          | Belgien     |
| MEDDE                            | Ministère de l'Écologie, du Développement durable et de l'Énergie | Frankreich  |
| Ministerie van Economische Zaken | Ministerie van Economische Zaken                                  | Niederlande |
| MinIenM                          | Ministerie van Infrastructuur en Milieu                           | Niederlande |
| NCBR                             | Narodowe Centrum Badań i Rozwoju                                  | Polen       |
| RCN                              | Norges forskningsråd                                              | Norwegen    |
| Transnova                        | Statens vegvesen                                                  | Norwegen    |
| TÜV                              | Technischer Überwachungsverein Rheinland                          | Deutschland |
| VINNOVA                          | Verket för innovationssystem – for research and development       | Schweden    |

## Geförderte Projekte
Jedes der 18 geförderten Projektkonsortien bestand aus Partnern aus mindestens zwei der beteiligten Länder und Regionen. Insgesamt waren 96 Institutionen, darunter Forschungseinrichtungen, Hochschulen, kleine und mittlere Unternehmen (KMU), Großunternehmen und öffentliche Stellen, aktiv an der Projektarbeit beteiligt.
Die Electromobility+ Forschungsprojekte sind in drei Themengruppen einzuordnen:
- Sozio-ökonomische Fragen
- Technologische Strategien (einschließlich Netzmanagement) und
- Forschung & Entwicklung

Folgende Projekte wurden im Rahmen der Initiative gefördert:
Sozio-ökonomische Fragen
- SCelecTRA –  Scenarios for the electrification of Transports
- EV-STEP –  Sustainable Technical and Economic Pathways for Electrified Mobility Systems in EU28 by 2030
- eMap –  electromobility – scenario based Market potential, Assessment and Policy options
- DEFINE –  Development of an Evaluation Framework for the Introduction of Electromobility
- SELECT –  Suitable ELEctromobility for Commercial Transport
- COMPETT –  Competitive ElectricTown Transport
- E-FACTS –  Electric Vehicles For Alternative City Transport Systems

Technologische Strategien
- EVERSAFE –  Everyday Safety for Electric Vehicles
- ABattReLife –  Automotive Battery Recycling and 2nd Life
- EVREST –  Electric Vehicle with Range Extender as a Sustainable Technology
- CACTUS –  Models and Methods for the Evaluation and the Optimal Application of Battery Charging and Switching Technologies for Electric Busses
- Speed for SMEs –  Systematic development of Propulsion systems for Enhanced Electromobility Drive trains
- DAME –  Development, validation and application of an agent Based modelling approach for optimal integration of electromobility in electricity distribution grids
- NEMO –  Novel E-Mobility Grid Model

Forschung & Entwicklung
- MATLEV –  New materials and technologies for lightweight generic components of electric low-emission concept vehicle
- MaLiSu –  Nanomaterials for future generation Lithium Sulphur batteries
- K-VEC –  Ultrafast and distributed power charge system for high performance on-board energy storage devices
- FCCF-APU –  Fuel Cell operating on Conventional Fuels as Auxiliary Power Unit for Electrical Vehicles

## Ergebnisse der Förderinitiative
Die Ergebnisse der Förderinitiative haben dazu beigetragen, die Wissensbasis zur Elektromobilität zu verbreitern und haben weitere Grundlagen für eine flächendeckende Einführung der E-Mobilität in Europa geliefert. Die Projektergebnisse sind für politische Entscheidungsträger und Akteursgruppen aus Wirtschaft, Wissenschaft und Gemeinden konkret anwend- und nutzbar. Werkzeuge, Szenarien, Richtlinien und Modelle für die Stärkung der E-Mobilität sind beispielsweise:
- Optimiertes Management von Elektrofahrzeugen in Fahrzeugflotten
- Simulation der Auswirkungen von Elektrofahrzeugen auf das Stromnetz und deren optimale Integration
- Simulation der Auswirkungen durch die Einführung von Elektrofahrzeugen auf Treibhausgase und weiterer Emissionen im Straßenverkehr
- Leistung von Elektrofahrzeugen bei Unfällen und daraus abgeleitete Richtlinien für Notfallhilfe und Abschleppdienstleistungen
- Lösungen zur Verlängerung der Reichweite von Elektrofahrzeugen durch die Optimierung der Ladeinfrastruktur
- Effiziente, kostengünstige und nachhaltige Konzepte für Batterie-Recycling, Laden und Wechseln und die Anwendung von Super-Kondensatoren
- Innovative Materialien für Leichtbaustrukturen zum Bau von Elektrofahrzeugen
- Optimierung des Verhältnisses von Materialstruktur und Akku-Leistung

## Ausblick
Es ist vorgesehen, in Zusammenarbeit mit der Europäischen Kommission, der European Green Vehicles Initiative Association (EGVIA) und europäischen Ländern und Regionen eine sogenannte ERA-NET Cofund-Initiative zur Förderung der Elektromobilität in Europa einzurichten. Die neue Plattform wird auf den Erfahrungen, Netzwerken und Ergebnissen der Electromobility+ Initiative aufbauen. Mit ihr wird das Ziel verfolgt, die länderübergreifende Forschung und einen zielgerichteten Politikaustausch zu den Themen der E-Mobilität in Europa auf eine weitere Kooperationsstufe zu stellen. Mit dem zweigleisigen Ansatz der Initiative werden dabei Forschung und Politik stärker miteinander vernetzt, um die Einführung der Elektromobilität auf europäischer Ebene zu beschleunigen.
Im Rahmen der ersten der beiden Säulen werden Innovationsprojekte mit den Schwerpunkten Anwendung und Demonstration der Elektromobilität in Europa gefördert. Die Projekte werden:
- dazu beitragen, die Markteinführung für kostengünstige und sozialverträgliche Lösungen für die Integration von Elektromobilität in Europas städtische und regionale Verkehrssysteme zu beschleunigen
- praktische Leitlinien und Handlungsempfehlungen für Entscheidungsträger in den zuständigen Behörden entwickeln
- Industrie und Dienstleistungssektoren bei der Bereitstellung geeigneter und praktikabler Lösungen für die Elektromobilität in europäischen Städten unterstützen
- zur Umsetzung großer und gut sichtbarer Demonstrations- und Umsetzungsprojekte beitragen

Es ist geplant, 2016 einen Förderaufruf zur Einreichung von Projektvorschlägen zu vorher definierten Schlüsselfeldern der Elektromobilität zu starten.
Neben der Finanzierung von Innovations- und Demonstrationsprojekten wird das neue ERA-Net eine zweite, strategische Säule etablieren. Ziel dieses neuen Ansatzes ist es, die Zusammenarbeit im Netzwerk über die gemeinsame Projektförderung hinaus auszudehnen und die Abstimmung der Regierungsorganisationen z. B. zu politischen Begleitschritten zu verbessern.